# لوکری
ابوالحسن علی بن محمد غزالی (غزوانی) لَوکَری شاعر و موسیقیدان ایرانی و معروف به لوکری چنگزن بود. وی در موسیقی مهارت به سزایی داشت. لوکری در تغزل و قصیده استادی چیره‌دست بود . او هم‌دوره با امیر رضی ابوالقاسم نوح بن منصور (۳۶۵-۳۸۷) امیر سامانی است بنابرین در نیمه دوم قرن چهارم می‌زیسته‌است. او نوح و ابوالحسن عبیدالله بن احمد عتبی (م۳۷۲) را مدح کرده‌است. غزوان -که او را به نام آنجا می‌خواندند- نام محله ای در هرات و لوکر هم دهی بزرگ بر کنار مرورود بود که گویا یکی زادگاه و دیگری زیستگاه او بوده‌اند. 
از او نقل شده که در اشعارش تصریح کرده که از کردهای خراسان است. همین مطلب را می‌توان نشانه‌ای بر آن داشت که قوم کرد حتی پیش از مهاجرت کرمانج‌ها در عهد صفوی و نادری، در منطقه خراسان ساکن بوده‌اند؛ هر چند که در اثر کثرت مهاجرت، بعدها در میان آنان حل گشتند.
شعر زیر از لوکری است:
| ز عنبر زره دارد او بر سمن  |  | ز سنبل گره دارد او بر قمر |
| برون برد از چشم سودای خواب |  | درآورد در دل هوای سفر     |
| بتابید سخت و بپیچید سست    |  | به گرد کمرگاه دستار سر    |
| شتابان بیامد سوی کوهسار    |  | به‌آهستگی کرد هرسو نظر…    |

از اشعار دیگر او:
ساقی بده آن گلگون قَرقَف را     /     نا یافته از آتش گز تف را
نزدیک امیر نوح بن منصور          / بر کوشک بر این شعر مُردَفَّ را 